# Cachoeira do Bem-Querer
A cachoeira do Bem-Querer é uma cachoeira situada no estado
brasileiro de Roraima, no médio rio Branco — ele marca o fim do alto rio Branco e o início do médio